# Le Roi (film, 2002)
Pour plus de détails, voir Fiche technique et Distribution.
Le Roi (Ο Βασιλιάς (O Vasilias)) est un film grec réalisé par Nikos Grammatikos et sorti en 2002.

## Synopsis
Arrivé à 35 ans, un homme décide de changer de vie pour fuir son passé douteux. Il retourne s'installer dans son village natal. Mais, il est très vite regardé avec méfiance. Survient une femme de son passé.

## Fiche technique
- Titre : Le Roi
- Titre original : Ο Βασιλιάς (O Vasilias)
- Réalisation : Nikos Grammatikos
- Scénario : Nikos Grammatikos et Nikos Panayotopoulos
- Direction artistique :
- Décors : Gioulia Zoiopoulou
- Costumes : Dominiki Vasiageorgi
- Photographie : Yannis Daskalothanassis
- Son : Antonis Samaras
- Montage : Yannis Sakaridis
- Musique : Thanassis Papakonstantinou
- Production :  Centre du cinéma grec, ERT, Filmnet, Inkas Film and TV Productions, Art Factory, P.Papazoglou S.A.
- Pays d'origine :  Grèce
- Langue : grec
- Format :  Couleurs - Dolby stéréo
- Genre : Drame social
- Durée : 130 minutes
- Dates de sortie : 2002

## Distribution
- Vangelis Mourikis
- Marilita Lambropoulou
- Minas Chatzissavas
- Babis Giotopoulos
- Tassos Nousias
- Vivi Kokka
- Anna Vagena

## Récompenses
- Festival international du film de Thessalonique 2002 (récompenses grecques) : troisième meilleur film (Alexandre de bronze), meilleur acteur, meilleurs décors, meilleur son.